# 142e méridien est
En géographie, le 142e méridien est est le méridien joignant les points de la surface de la Terre dont la longitude est égale à 142° est.

## Géographie

### Dimensions
Comme tous les autres méridiens, la longueur du 142e méridien correspond à une demi-circonférence terrestre, soit 20 003,932 km. Au niveau de l'équateur, il est distant du méridien de Greenwich de 15 807 km,.
Avec le 38e méridien ouest, il forme un grand cercle passant par les pôles géographiques terrestres.

### Régions traversées
En commençant par le pôle Nord et descendant vers le sud au pôle Sud, Le 142e méridien est passe par:
| Coordonnées           | Pays, territoire ou mer   | Notes |
| --------------------- | ------------------------- | --- |
| 90° 00′ N, 142° 00′ E | Océan Arctique            | |
| 76° 03′ N, 142° 00′ E | Russie                    | République de Sakha — Île Kotelny, Îles de Nouvelle-Sibérie |
| 74° 55′ N, 142° 00′ E | Mer de Sibérie orientale  | Détroit de Sannikov |
| 73° 55′ N, 142° 00′ E | Russie                    | République de Sakha — Grande Liakhov, Îles de Nouvelle-Sibérie |
| 73° 16′ N, 142° 00′ E | Mer de Sibérie orientale  | Détroit de Laptev |
| 72° 43′ N, 142° 00′ E | Russie                    | République de Sakha Kraï de Khabarovsk — à partir de 62° 01′ N, 142° 00′ E |
| 58° 59′ N, 142° 00′ E | Mer d'Okhotsk             | |
| 53° 28′ N, 142° 00′ E | Russie                    | Oblast de Sakhaline — île Sakhaline |
| 51° 31′ N, 142° 00′ E | Détroit de Tatarie        | |
| 48° 56′ N, 142° 00′ E | Russie                    | Oblast de Sakhaline — île Sakhaline |
| 48° 30′ N, 142° 00′ E | Détroit de Tatarie        | |
| 47° 39′ N, 142° 00′ E | Russie                    | Oblast de Sakhaline — île Sakhaline |
| 47° 16′ N, 142° 00′ E | Détroit de Tatarie        | |
| 46° 56′ N, 142° 00′ E | Russie                    | Oblast de Sakhaline — île Sakhaline |
| 45° 58′ N, 142° 00′ E | Détroit de La Pérouse     | |
| 45° 28′ N, 142° 00′ E | Japon                     | Préfecture de Hokkaidō — île d'Hokkaidō |
| 42° 30′ N, 142° 00′ E | Océan Pacifique           | |
| 39° 38′ N, 142° 00′ E | Japon                     | Préfecture d'Iwate — île d'Honshū |
| 39° 24′ N, 142° 00′ E | Océan Pacifique           | Passe juste à l'ouest de l'île de Chichi-jima, Préfecture de Tokyo, Japon (à 27° 05′ N, 142° 10′ E) Passe juste à l'ouest de l'île de Haha-jima, Préfecture de Tokyo, Japon (à 26° 42′ N, 142° 07′ E) |
| 2° 58′ S, 142° 00′ E  | Papouasie-Nouvelle-Guinée | |
| 9° 12′ S, 142° 00′ E  | Mer d'Arafura             | Passe juste à l'ouest de les Îles du détroit de Torrès, Australie (à 10° 07′ S, 142° 05′ E) |
| 10° 42′ S, 142° 00′ E | Golfe de Carpentarie      | |
| 11° 46′ S, 142° 00′ E | Australie                 | Queensland Nouvelle-Galles du Sud — à partir de 29° 00′ S, 142° 00′ E Victoria — à partir de 34° 07′ S, 142° 00′ E                                                                                    |
| 38° 18′ S, 142° 00′ E | Océan indien              | Les autorités australiennes considèrent cette zone comme partie de l'Océan Austral, |
| 38° 24′ S, 142° 00′ E | Australie                 | Victoria — Deen Maar (en) |
| 38° 25′ S, 142° 00′ E | Océan indien              | Les autorités australiennes considèrent cette zone comme partie de l'Océan Austral |
| 60° 00′ S, 142° 00′ E | Océan Austral             | |
| 66° 49′ S, 142° 00′ E | Antarctique               | Terre Adélie, Territoire revendiqué par la France |